# Villalube
Villalube település Spanyolországban,  Zamora tartományban. Villalube Gallegos del Pan, Benegiles, Aspariegos, Malva, Fuentesecas, Matilla la Seca, Toro, Fresno de la Ribera, Coreses és Algodre községekkel határos. Lakosainak száma 147 fő (2024).

## Népesség
| Lakosok száma | 311  | 260  | 229  | 209  | 199  | 182  | 164  | 169  | 158  | 147  |
|               | 2001 | 2004 | 2007 | 2009 | 2012 | 2014 | 2017 | 2019 | 2022 | 2024 |